# Dillwynella ingens
Dillwynella ingens is een slakkensoort uit de familie van de Skeneidae. De wetenschappelijke naam van de soort is voor het eerst geldig gepubliceerd in 1988 door B.A. Marshall.